# Gilberto Porretano
Gilberto Porretano, también conocido como Gilbert de la Porrée, Gilberto de Poitiers, Gilberto Porreta, Gilbertus Porretanus o Pictaviensis (Poitiers, 1070-4 de septiembre de 1154) fue un lógico y teólogo escolástico.
Gilberto fue educado por Bernardo de Chartres y Anselmo de Laon. Tras enseñar durante unos veinte años en Chartres, impartió clases sobre dialéctica y teología en París (desde 1137). Stephen de Alinerre estuvo entre sus pupilos. En 1141 regresó a Poitiers, siendo elegido obispo al año siguiente. Sus opiniones heterodoxas respecto a la doctrina de la Trinidad le valieron a sus obras la condenación de la Iglesia. El sínodo en Reims en 1148, en el que estuvieron presentes tanto Gilberto como Stephen, procuró la sanción papal de cuatro proposiciones opuestas a ciertos principios de Gilberto, y sus obras fueron condenadas hasta que fuesen corregidas de acuerdo con los principios de la Iglesia. Parece que Gilberto se sometió silenciosamente a este juicio, dio su consentimiento a las cuatro proposiciones y siguió manteniendo una relación cordial con sus antagonistas hasta su muerte.
Gilberto es prácticamente el único lógico del siglo XII que es citado por los más grandes académicos de la siguiente época. Su principal obra lógica, el tratado De sex principiis, fue considerado con una reverencia casi igual a la prestada a Aristóteles, y material provisto por numerosos comentaristas, entre ellos Alberto Magno. Debiendo su fama a esta obra, es mencionado por Dante como el Magister sex principiorum. El tratado en sí es una discusión de las categorías aristotélicas, especialmente de los seis modos subordinados.
Gilberto distingue en las diez categorías dos clases: una esencial y la otra derivada. Las esenciales o inherentes (formae inhaerentes) a los propios objetos son sólo substancia, cantidad, calidad y relación en el sentido más estricto del término. Las seis restantes (cuándo, dónde, acción, pasión, posición y costumbre) son relativas y subordinadas (formae assistentes).
En el comentario al tratado De Trinitate (erróneamente atribuido a Boecio) Gilberto pasa de la noción metafísica de que el puro o abstracto es anterior en la naturaleza a los que es. Este ser puro es Dios, y debe ser distinguido del Dios trino que conocemos. Dios es incomprensible, y las categorías no pueden ser aplicadas para determinar su existencia. En Dios no hay distinción ni diferencia, mientras en todas las sustancias o cosas hay una dualidad, procedente del elemento de la materia. Entre el ser puro y las sustancias están las ideas o formas, que subsisten, aunque no son substancias. Estas formas, cuando se materializan, se llaman formae substantiales o formae nativae: son las esencias de las cosas, y en sí mismas no tienen relación con los accidentes de las cosas. Las cosas son temporales, las ideas perpetuas y Dios eterno. La forma pura de existencia, mediante la cual Dios es Dios, debe distinguirse de las tres personas que son Dios por la participación en esta forma. La forma o esencia es una, las personas o sustancias tres. Fue esta distinción entre Deitas o Divinitas y Deus lo que llevó a la condenación de la doctrina de Gilberto.